# Effet Josephson
Pour les articles homonymes, voir Josephson.

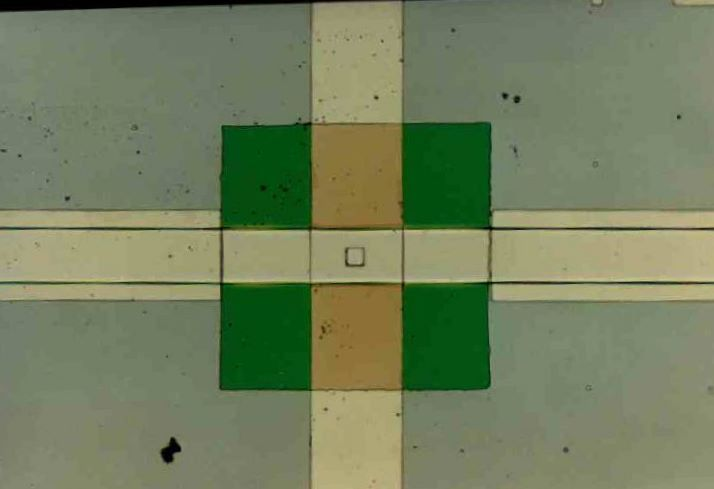
Une jonction Josephson réelle. La ligne horizontale représente la première électrode, tandis que la ligne verticale représente la seconde électrode. Le carré qui les sépare est un isolant comportant en son centre une petite ouverture, là où les deux électrodes se rencontrent, formant ainsi la véritable jonction Josephson.

En physique, l’effet Josephson se manifeste par l'apparition d'un courant entre deux matériaux supraconducteurs séparés par une couche faite d'un matériau isolant ou métallique non supraconducteur.
Dans le premier cas, on parle de « jonction Josephson S-I-S » (supraconducteur-isolant-supraconducteur) et dans le second de « jonction S-M-S ».
On distingue deux types d'effets Josephson, l'effet Josephson « continu » (D.C. Josephson effect en anglais) et l'effet Josephson « alternatif » (A.C. Josephson effect). Ces deux effets ont été prédits par Brian David Josephson en 1962 à partir de la théorie BCS. Ces travaux lui ont valu le prix Nobel de physique en 1973, avec Leo Esaki et Ivar Giaever.
Bien que les paires de Cooper ne puissent pas exister dans un isolant ou un métal non supraconducteur, si la couche qui sépare les deux supraconducteurs est suffisamment mince, elles peuvent la traverser par effet tunnel et garder leur cohérence de phase. C'est la persistance de cette cohérence de phase qui donne lieu à l'effet Josephson.

## Effet Josephson alternatif
Le courant supraconducteur de paire de Cooper qui traverse la barrière isolant par effet tunnel s'écrit :
{\displaystyle I_{s}=I_{c}\sin(\phi _{1}-\phi _{2})\,}
où Ic est un courant caractéristique (dit courant critique) de la jonction et {\displaystyle (\phi _{1}-\phi _{2})} est la différence de phase aux bornes de la jonction.
D'autre part, la phase supraconductrice étant canoniquement conjuguée avec le nombre de particules, elle obéit à l'équation du mouvement :
{\displaystyle \hbar {\frac {d(\phi _{1}-\phi _{2})}{dt}}=2e(V_{1}-V_{2})\,}
où e est la charge élémentaire, et V1 - V2 est la différence de potentiel existant entre les deux supraconducteurs. Il en résulte que :
{\displaystyle I(t)=I_{c}\sin \left({\frac {2e}{\hbar }}(V_{1}-V_{2})t+\varphi _{0}\right)\,}
Autrement dit, l'application d'une différence de potentiel entraîne des oscillations du courant supraconducteur à une pulsation {\displaystyle {\frac {2e}{\hbar }}(V_{1}-V_{2})}. L'effet Josephson alternatif fournit ainsi un moyen de mesurer le rapport {\displaystyle e/h} ou de relier les standards du volt et de la seconde.

## Effet Josephson continu
L'équation du paragraphe ci-dessus, liant le courant à la tension appliquée à la jonction, peut tout à fait s'écrire à tension nulle. On obtient alors un courant continu Ic caractéristique de la jonction et appelé "courant critique". Dit autrement, une jonction soumise à une différence de tension nulle est le siège d'un courant continu de paires de Cooper.
L'effet Josephson continu s'observe souvent en appliquant un champ magnétique à une jonction Josephson. Le champ magnétique provoque un déphasage entre les paires de Cooper qui traversent la jonction d'une manière analogue à l'effet Aharonov-Bohm. Ce déphasage peut produire des interférences destructives entre les paires de Cooper, ce qui entraîne une réduction du courant maximal pouvant traverser la jonction. Si {\displaystyle \Phi } est le flux magnétique à travers la jonction, on a la relation :
{\displaystyle I_{s}^{max}=I_{c}{\frac {\sin {\frac {\pi \Phi }{\Phi _{0}}}}{\frac {\pi \Phi }{\Phi _{0}}}}\,}

## Les jonctions Josephson: un dispositif à hautes performances
Les jonctions Josephson, par leurs propriétés physiques, constituent un dispositif de choix pour plusieurs domaines d'application :
- C'est le constituant élémentaire de certains circuits quantiques (en), tels que le calculateur quantique à circuits supraconducteurs (en), le SQUID (Superconducting Quantum Interference Device), le plus fin détecteur de champ magnétique (et donc de courant). Un SQUID est constitué de 2 jonctions en parallèle dans une boucle.
- C'est aussi le constituant de base de la logique rapide dite RSFQ (Rapid Single Flux Quantum) où elles jouent le rôle du transistor et autoriseraient des cadences en centaines de GHz.
- C'est aussi un des détecteurs de photons les plus performants. On parle alors de jonctions supraconductrices à effet tunnel (STJ en anglais). Ces dispositifs combinent une sensibilité ultime jusqu'aux photons uniques dans une large bande spectrale (des rayons X au proche infrarouge) avec une bonne résolution en énergie.

### Sources
- (en) J. M. Ziman, Principles of the Theory of Solids, Cambridge University Press ;
- (en) M. Tinkham, Introduction to Superconductivity, McGraw-Hill ;
- (en) P. W. Anderson, Basic Notions of Condensed Matter Physics, Addison-Wesley.